# Nigehörn
Nigehörn ist eine künstliche Insel in der Helgoländer Bucht. Sie wurde 1989 im Auftrag der Umweltbehörde Hamburg aufgespült und ist seitdem Hamburgs westlichster Punkt im Stadtteil Neuwerk. Gemeinsam mit Scharhörn liegt sie auf der Scharhörnplate, einer Sandbank etwa 15 Kilometer nordwestlich vom Festland bei Cuxhaven, und ist ganzjährig unbewohnt.
Die Insel liegt 4 km von der Insel Neuwerk entfernt in der jetzigen „Zone I“ des Nationalparks Hamburgisches Wattenmeer.

## Geographie

### Naturräumliche Zuordnung
Nigehörn und das umliegende Neuwerker Watt gehören in der naturräumlichen Haupteinheitengruppe Ems- und Wesermarschen (Nr. 61) zum Naturraum Watten im Elbe-Weser-Dreieck Jadebusen. Auf oberer Ebene gehört es als Teil des Marschlands zur Großregion Norddeutsches Tiefland.

### Flächenentwicklung
(Quelle:)

## Planung

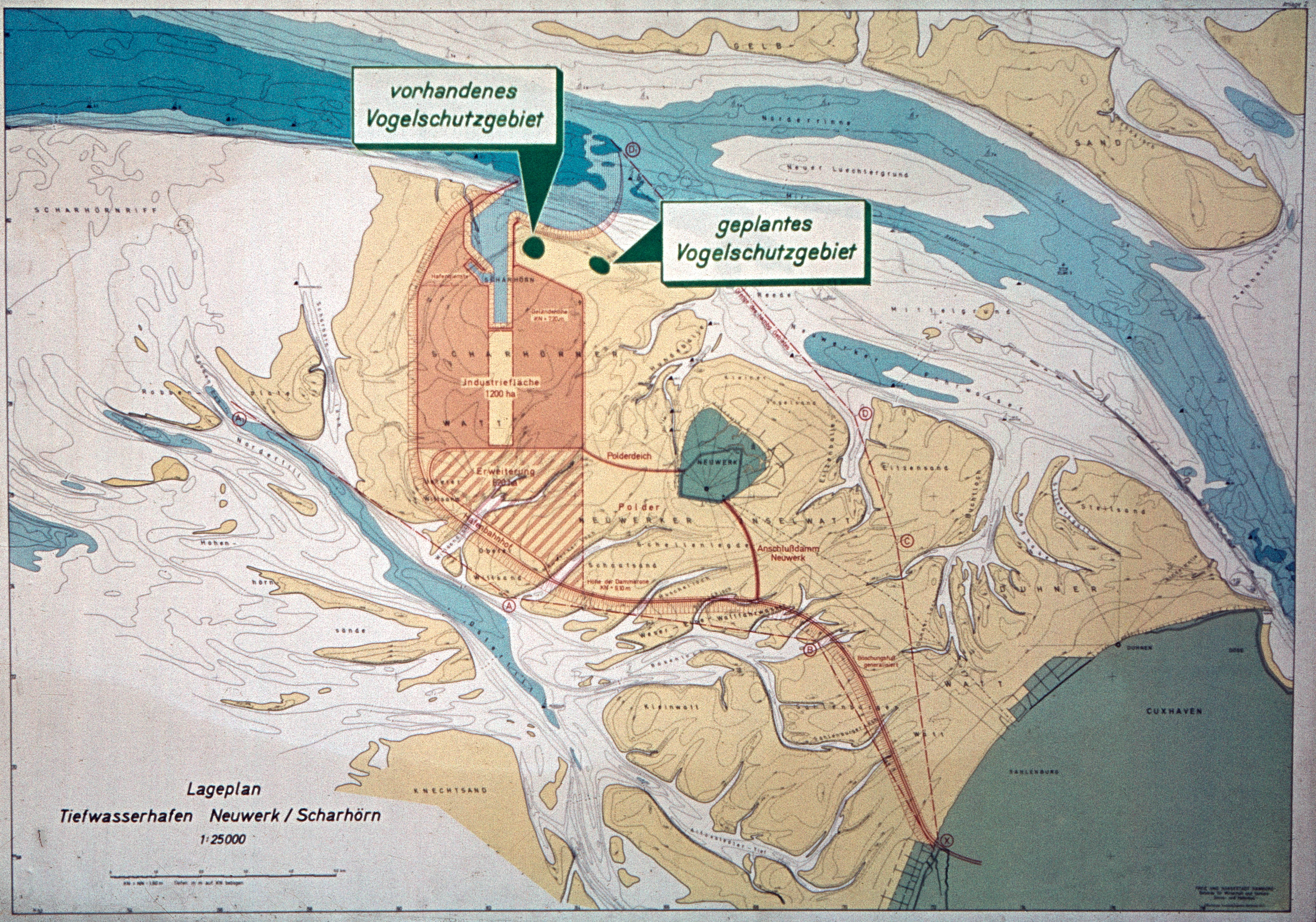
Karte des geplanten Hamburger Tiefwasserhafens und der künstlichen Insel

Die ursprünglichen Pläne für eine Ersatzinsel für Scharhörn rühren aus der Planung für den Hamburger Tiefwasserhafen her. Hamburg sah das Scharhörner und Neuwerker Wattgebiet als Zugang zur tiefen Außenelbe und der Hinterlandanbindung über eine Bahntrasse als realistische Option zur weiteren Sicherung wirtschaftspolitischer Interessen. Dazu erwarb Hamburg im Rahmen des Cuxhaven-Vertrags dieses Gebiet von Niedersachsen, nachdem es dieses erst 1937 durch das Groß-Hamburg-Gesetz gewinnbringend mit Preußen gegen umliegende Städte getauscht hatte. Da die Hafen- und Industrieanlagen auf der Scharhörnplate geplant waren, gab es Überlegungen, die Biotopverluste auf Scharhörn durch ein künstlich aufgespültes Neu-Scharhörn östlich des Tiefwasserhafens auszugleichen.
Das Projekt wurde bis 1979 in verschiedenen Ausbaustufen, mit Stahl- und Kernkraftwerk, geplant, doch wegen zahlreicher Proteste, hoher Kosten und geringer Unterstützung durch die Industrie nicht realisiert.

## Aufspülung
Nachdem weder der Tiefwasserhafen noch die Hafenschlickdeponie dort realisiert worden war, entschloss sich Hamburg kurz vor der Ausweisung des Nationalpark Hamburgisches Wattenmeer zur Errichtung Neu-Scharhörns westlich von Scharhörn. Das unter dem damaligen Umweltsenator Jörg Kuhbier umgesetzte Aufspülungsprojekt stieß bei Umweltverbänden auf geteiltes Echo. Selbst der Vize-Chef des Hamburger Amtes für Strom- und Hafenbau (heute Hamburg Port Authority) Harald Göhren bezeichnete das Projekt damals als „sicher ein bißchen prophylaktisch.“
Mit einer vier Kilometer langen Rohrleitung wurden 1,2 Millionen Kubikmeter Sand aus der Hundebalje im Juli 1989 auf das westliche Ende der Sandbank Scharhörn gepumpt. Der somit hochwassersichere künstliche Inselkörper hatte anfangs eine Größe von rund 30 Hektar und wurde kreisrund mit doppelten Sandwällen umgeben. Im Inneren durchzogen drei Doppelbögen den Kern von Norden nach Süden. Der äußere Doppelkreis wurde mit weit auslaufenden „Strahlen“ aus Faschinen ergänzt. Die Sandwälle wurden ebenso mit Faschinen befestigt und bildeten die Grundlage für die in den Folgejahren durch Sandflug entstandenen Pionierdünen und kleineren Täler zwischen diesen Dünenkämmen.
Die Reste dieser Strukturen sind auf Luftbildern auch heute noch leicht als künstlich erkennbar.
Durch Freiwillige des Cuxhavener Seglervereins und des Vereins Jordsand wurden 1990 Anpflanzungen vorgenommen, um die Sandinsel zu befestigen.
Das Gesamtprojekt war mit 2,5 Millionen Mark von der Umweltbehörde finanziert und überstieg sein Budget mit Gesamtkosten von 3 Millionen Mark.

## Frühe Entwicklung

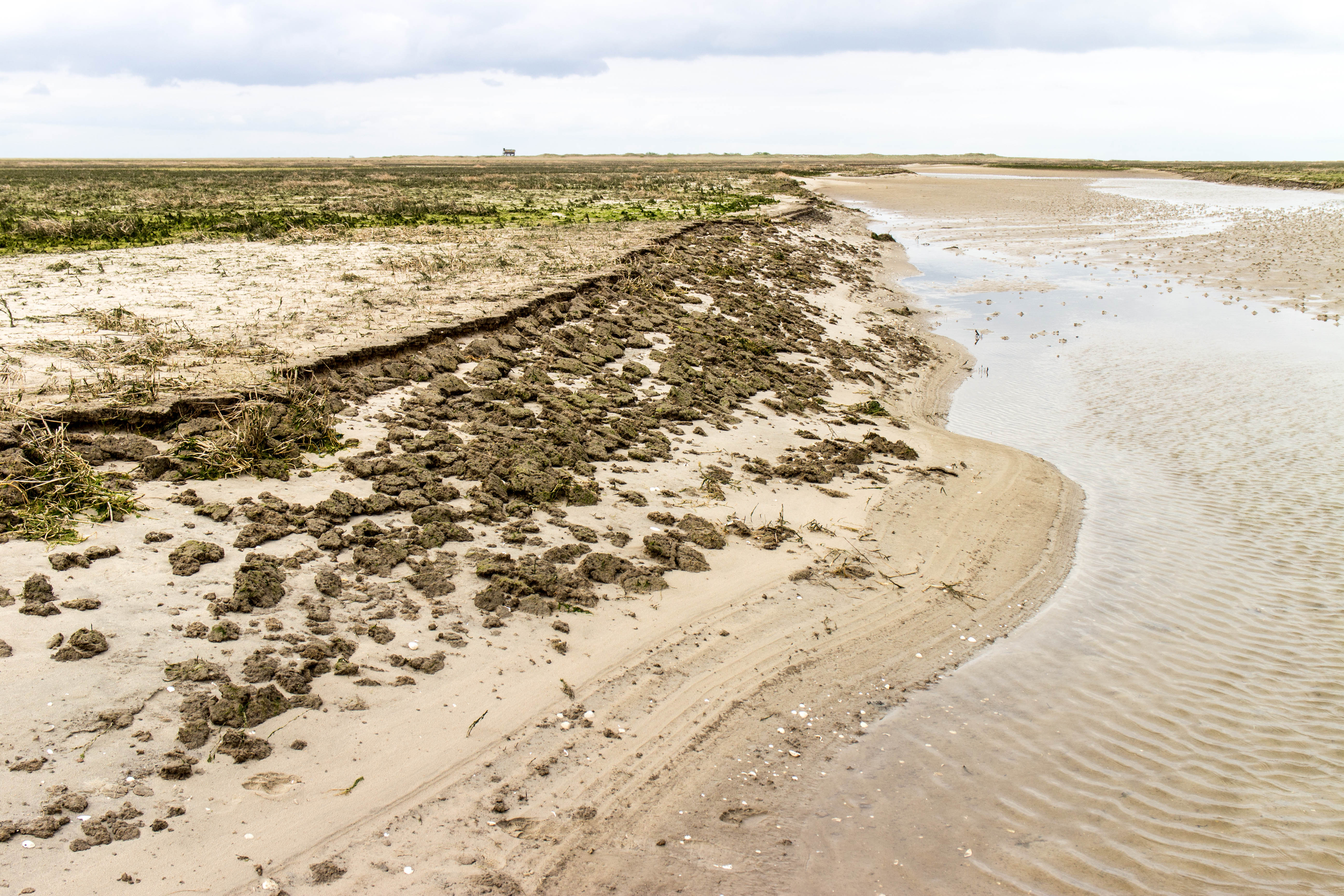
Abbruchkante am südöstlichen Ende der Salzwiesen auf der Scharhörnplate. Oberhalb des Priels sind die ausgedehnten Salzwiesen erkennbar, die inzwischen Nigehörn und Scharhörn verbinden. Im Hintergrund Nigehörn mit der verfallenden Nothütte.

Nach initialer Bepflanzung und einer weiteren Vorspülung auf der Nordwestseite zum Schutz vor Sturmfluten ist die Insel auf natürliche Weise weiter ins Watt hinein gewachsen, da Pionierpflanzen den heranfliegenden Sand festhalten. Hierdurch wächst die Insel in östliche Richtung und umfasste bereits 2004 eine Fläche von etwa 50 Hektar. Bis Mitte der 1990er Jahre war der Wattbereich zwischen den Inseln bei Hochwasser noch nicht passierbar. Einzelne kleine Vegetationsinseln entstanden ab 1993 bis zu 500 Meter weit im Watt südlich von Scharhörn. Durch die weitere Sedimentablagerung auf der Ostseite Nigehörns hat sich der Wattbereich auf der Scharhörnplate zwischen Nigehörn und Scharhörn über die Jahre stark erhöht. In den frühen 2010er Jahren hat sich somit ein großflächiger Bereich südlich von Scharhörn und zwischen den Inseln gebildet, der weitgehend hochwassersicher ist. Die grüne Fläche besteht aus Queller und anderen Salzwiesenpflanzen. Somit sind die Inseln binnen 25 Jahren zusammengewachsen.
Mit bis zu 5 m ü. NN ist Nigehörn grundsätzlich hochwassersicher, jedoch drohen der unbefestigten Insel bei Sturmflut vor allem im Westen ständig auch Landverluste.
Die Sandfangzäune sind inzwischen weitgehend verwittert und im Westen trotz der einmaligen Vorspülung bereits durch Wintersturmfluten teilweise abgetragen.

## Fauna und Flora
Brutvögel
| Deutsche Bezeichnung | Wissenschaftlicher Name | 2017 |
| -------------------- | ----------------------- | ---- |
| Graugans             | Anser anser             | 4    |
| Nilgans              | Alopochen aegyptiaca    | 1    |
| Brandgans            | Tadorna tadorna         | 16   |
| Eiderente            | Somateria mollissima    | 30   |
| Kormoran             | Phalacrocorax carbo     | 203  |
| Löffler              | Platalea leucorodia     | 5    |
| Wanderfalke          | Falco peregrinus        | 1    |
| Austernfischer       | Haematopus ostralegus   | 32   |
| Rotschenkel          | Tringa totanus          | 2    |
| Mantelmöwe           | Larus marinus           | 1    |
| Silbermöwe           | Larus argentatus        | 655  |
| Heringsmöwe          | Larus fuscus            | 708  |
| Sumpfohreule         | Asio flammeus           | 1    |

## Naturschutz
Die gesamte, vom Verein Jordsand betreute Vogelschutzsandbank „Scharhörnplate“, auf der die Insel liegt, hat mit einer Länge von drei Kilometern und einer Breite von 1,5 Kilometer eine Größe von fast 500 Hektar. Nigehörn darf als Teil der Zone I im Gegensatz zur Nachbarinsel Scharhörn nicht betreten werden. Ebenso ist das Verlassen der mit Pricken gekennzeichneten Wattwege in der Zone 1 der Nationalparks nicht erlaubt.